# Ken Doherty/Erfolge

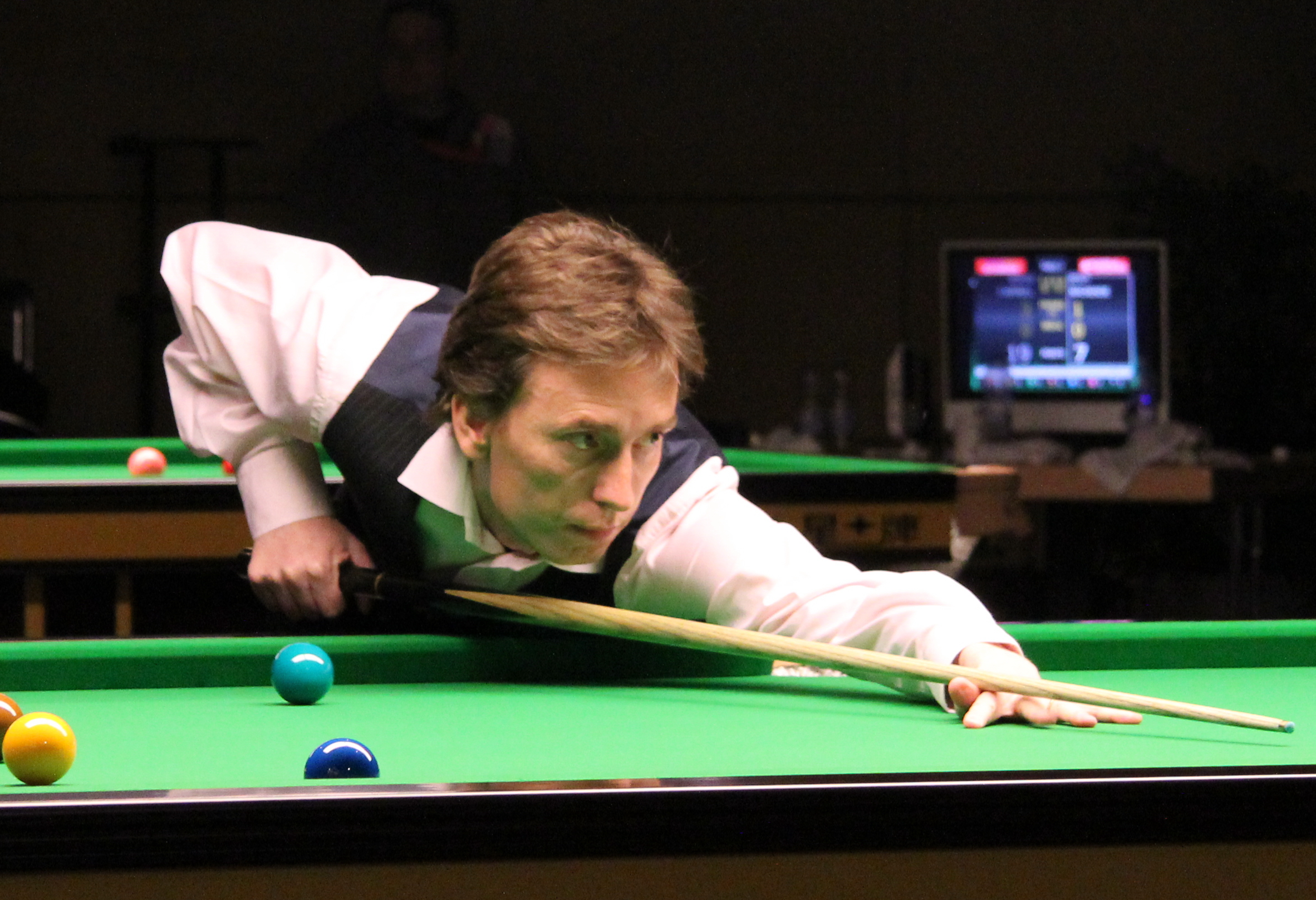
Ken Doherty beim Paul Hunter Classic 2011

Diese Liste führt die Erfolge des Snookerspielers Ken Doherty auf. Der Ire Doherty ist seit 1990 durchgehend Profispieler, erreichte in dieser sowie in seiner Amateurzeitzahlreiche Endspiele und konnte viele davon gewinnen. Sein größter Erfolg ist dabei der Gewinn der Snookerweltmeisterschaft 1997, wobei dieser WM-Titel gleichzeitig auch Dohertys einziger Triple-Crown-Titel ist.
Doherty wurde 1969 im Dubliner Stadtteil Ranelagh geboren und machte als Snookerspieler erstmals auf sich aufmerksam, als er 1987 und 1989 die irische Snooker-Meisterschaft und ebenfalls 1989 sowohl die IBSF-Snookerweltmeisterschaft als auch die IBSF U21-Snookerweltmeisterschaft gewann. Nachdem er kurz darauf, zur Saison 1990/91, Profispieler geworden war, kletterte er binnen weniger Jahre auf der Snookerweltrangliste in die Weltspitze. Ab 1992 erreichte er regelmäßig die Endspiele professioneller Turniere, angefangen von seiner Niederlage beim Grand Prix 1992 über seinen Sieg bei den Welsh Open 1993 bis hin zur Niederlage im Endspiel der UK Championship 1994. Während der nächsten drei Jahre konnte Doherty jedoch zumeist nur kleinere unbedeutendere Turniere – wie jeweils mehrfach das Scottish Masters oder das Pontins Professional – gewinnen, wogegen er bei den größeren Turnieren zumeist das Endspiel verlor.
Im Jahr 1997 gelang Doherty schließlich erstmals der Einzug ins Finale der Snookerweltmeisterschaft und traf dort auf Stephen Hendry, der seit 1992 in diesem Turnier ungeschlagen war. Doherty konnte das Endspiel jedoch für sich entscheiden. Der WM-Titel katapultierte ihn auf Rang drei der Weltrangliste, bevor er im nächsten Jahr erneut das WM-Finale erreichte und damit beinahe den sogenannten Fluch des Crucibles brach; er verlor jedoch gegen John Higgins. In den folgenden Jahren konnte Doherty einige weitere Erfolge erzielen; so erreichte er 1999 und 2000 das Finale des Masters, 2001 und 2002 das der UK Championship sowie 2003 erneut das WM-Finale, verlor jedoch jeweils. Während der Saison 2006/07 platzierte sich Doherty zwar nochmals auf Rang zwei der Weltrangliste, doch in den folgenden Jahren verschlechterte er sukzessive seine Form und seinen Weltranglistenplatz. Nachdem er 2017 eine derart schlechte Weltranglistenposition hatte und damit seinen Profistatus verloren hatte, erhielt er durch den Weltverband eine sogenannte Invitation-Card und konnte damit weiterhin auf der Tour aktiv bleiben. Bereits 2013 wurde Doherty in die Snooker Hall of Fame aufgenommen.

## Ranglistenpositionen und Erfolge bei der Triple Crown
Diese Liste zeigt die Ranglistenpositionen von Ken Doherty während seiner Karriere und das Abschneiden in den Triple-Crown-Turnieren, wobei die jeweiligen Ausgaben der Turniere sowie die jeweiligen Weltranglisten verlinkt sind.
| Turnier                          | 1990/ 91 | 1991/ 92 | 1992/ 93 | 1993/ 94 | 1994/ 95 | 1995/ 96 | 1996/ 97 | 1997/ 98 | 1998/ 99 | 1999/ 2000 | 2000/ 01 | 2001/ 02 | 2002/ 03 | 2003/ 04 | 2004/ 05 | 2005/ 06 | 2006/ 07 | 2007/ 08 | 2008/ 09 | 2009/ 10 | 2010/ 11 | 2011/ 12 | 2012/ 13 | 2013/ 14 | 2014/ 15 | 2015/ 16 | 2016/ 17 | 2017/ 18 | 2018/ 19 | 2019/ 20 | 2020/ 21 | 2021/ 22 | 2022/ 23 | Gesamt TS / TN |
| -------------------------------- | -------- | -------- | -------- | -------- | -------- | -------- | -------- | -------- | -------- | ---------- | -------- | -------- | -------- | -------- | -------- | -------- | -------- | -------- | -------- | -------- | -------- | -------- | -------- | -------- | -------- | -------- | -------- | -------- | -------- | -------- | -------- | -------- | -------- | -------------- |
| \| Weltrangliste WRL \| AP EP \| | –        | 51       | 21       | 11       | 7        | 9        | 7        | 3        | 4        | 7          | 7        | 4        | 5        | 6        | 7        | 11       | 2        | 4        | 18       | 44       | 30 29    | 29 35    | 35 27    | 27 33    | 33 45    | 45 57    | 57 73    | – 75     | 65 56    | 56 68    | 127 103  | 74 85    | –        | Gesamt TS / TN |
| Triple-Crown-Turniere            |          |          |          |          |          |          |          |          |          |            |          |          |          |          |          |          |          |          |          |          |          |          |          |          |          |          |          |          |          |          |          |          |          |                |
| UK Championship                  | QR       | QR       | R2       | AF       | F        | VF       | HF       | R2       | AF       | AF         | R2       | F        | F        | R2       | R2       | VF       | AF       | R1       | R1       | QR       | R1       | QR       | QR       | R1       | R3       | R2       | R1       | R2       | R2       | R1       | R1       | R1       |          | 0 / 32         |
| Masters                          | –        | AF       | AF       | VF       | AF       | AF       | HF       | HF       | F        | F          | VF       | AF       | HF       | VF       | AF       | AF       | VF       | HF       | –        | –        | –        | –        | –        | –        | –        | –        | –        | –        | –        | –        | –        | –        |          | 0 / 17         |
| Weltmeisterschaft                | R1       | QR       | QR       | VF       | R1       | AF       | S        | F        | VF       | AF         | VF       | VF       | F        | R1       | AF       | VF       | R1       | R1       | QR       | R1       | QR       | R1       | QR       | AF       | QR       | QR       | QR       | QR       | QR       | QR       | QR       | QR       |          | 1 / 32         |
| Weltrangliste WRL                | AP EP    |          |          |          |          |          |          |          |          |            |          |          |          |          |          |          |          |          |          |          |          |          |          |          |          |          |          |          |          |          |          |          |          |                |

| Legende | Legende                               |
| ------- | ------------------------------------- |
| S       | Sieger                                |
| F       | Finalist                              |
| HF      | Halbfinalist                          |
| VF      | Viertelfinalist                       |
| AF      | Achtelfinalist                        |
| LX      | Niederlage in der Runde der letzten X |
| RX      | Niederlage in Runde X                 |
| WR      | Niederlage in der Wildcardrunde       |
| QR      | Niederlage in der Qualifikation       |
| NQ      | Nicht qualifiziert                    |
| –       | nicht teilgenommen                    |
| –       | keine Weltranglistenplatzierung       |
| n. a.   | nicht ausgetragen                     |
| k. R.   | keine Rangliste                       |
| TS / TN | Turniersiege / Teilnahmen             |
| AP      | Ranglistenposition am Saisonbeginn    |
| EP      | Ranglistenposition am Saisonende      |

## Übersicht über die Finalteilnahmen
Sowohl während seiner Jahre als professioneller Snookerspieler als auch als Amateurspieler konnte Doherty zahlreiche Erfolge erzielen.

### Ranglistenturniere
Während seiner Karriere erreichte Doherty insgesamt 17 Mal das Endspiel eines Ranglistenturnieres, konnte aber nur in sechs Fällen gewinnen. Ebenfalls sechs Finalteilnahmen entfielen auf Turniere der Triple Crown, bei denen Doherty jedoch lediglich ein Mal gewinnen konnte.
Farbbedeutungen: Turnier der Triple Crown
| Ergebnis | Jahr | Turnier                  | Gegner im Finale  | Endstand |
| -------- | ---- | ------------------------ | ----------------- | -------- |
| Finalist | 1992 | Grand Prix               | Jimmy White       | 9:10     |
| Sieger   | 1993 | Welsh Open               | Alan McManus      | 9:7      |
| Finalist | 1993 | Grand Prix               | Peter Ebdon       | 6:9      |
| Finalist | 1994 | UK Championship          | Stephen Hendry    | 5:10     |
| Finalist | 1995 | German Open              | John Higgins      | 3:9      |
| Finalist | 1996 | Thailand Open            | Alan McManus      | 8:9      |
| Sieger   | 1997 | Snookerweltmeisterschaft | Stephen Hendry    | 18:12    |
| Finalist | 1998 | Snookerweltmeisterschaft | John Higgins      | 12:18    |
| Sieger   | 2000 | Malta Grand Prix         | Mark Williams     | 9:3      |
| Sieger   | 2001 | Welsh Open               | Paul Hunter       | 9:2      |
| Sieger   | 2001 | Thailand Masters         | Stephen Hendry    | 9:3      |
| Finalist | 2001 | Scottish Open            | Peter Ebdon       | 7:9      |
| Finalist | 2001 | UK Championship          | Ronnie O’Sullivan | 1:10     |
| Finalist | 2002 | Welsh Open               | Paul Hunter       | 7:9      |
| Finalist | 2003 | UK Championship          | Mark Williams     | 9:10     |
| Finalist | 2003 | Snookerweltmeisterschaft | Mark Williams     | 16:18    |
| Sieger   | 2006 | Malta Cup                | John Higgins      | 9:8      |

### Einladungsturniere
Bei Einladungsturnieren, also Turnieren mit einem begrenzten Teilnehmerfeld und ohne Weltranglisteneinfluss, erreichte Doherty insgesamt zwölf Mal das Finale und konnte die Hälfte dieser Endspiele für sich entscheiden. Zwei der Niederlagen entfallen auf das Triple-Crown-Turnier Masters.
Farbbedeutungen: Turnier der Triple Crown
| Ergebnis | Jahr | Turnier                               | Gegner im Finale  | Endstand |
| -------- | ---- | ------------------------------------- | ----------------- | -------- |
| Finalist | 1992 | Irish Masters                         | Stephen Hendry    | 6:9      |
| Sieger   | 1993 | Scottish Masters                      | Alan McManus      | 9:3      |
| Sieger   | 1994 | Scottish Masters                      | Stephen Hendry    | 9:7      |
| Sieger   | 1997 | Malta Grand Prix                      | John Higgins      | 7:5      |
| Sieger   | 1998 | Irish Masters                         | Ronnie O’Sullivan | 3:9 1    |
| Finalist | 1998 | Malta Grand Prix                      | Stephen Hendry    | 6:7      |
| Finalist | 1999 | Masters                               | John Higgins      | 8:10     |
| Finalist | 2000 | Masters                               | Matthew Stevens   | 8:10     |
| Finalist | 2003 | Euro-Asia Masters Challenge – Event 1 | James Wattana     | 4:6      |
| Sieger   | 2003 | Euro-Asia Masters Challenge – Event 2 | Marco Fu          | 5:2      |
| Sieger   | 2007 | Pot Black                             | Shaun Murphy      | 1:0 2    |
| Finalist | 2008 | Malta Cup                             | Shaun Murphy      | 3:9      |

### Minor-ranking-Turniere
Bei Minor-ranking-Turnieren, also Turnieren mit einem begrenzten Einfluss auf die Weltrangliste, erreichte Doherty ein Mal das Finale, verlor dieses aber.
| Ergebnis | Jahr | Turnier                      | Gegner im Finale | Endstand |
| -------- | ---- | ---------------------------- | ---------------- | -------- |
| Finalist | 1993 | Strachan Challenge – Event 3 | Tony Drago       | 7:9      |

### Non-ranking-Turniere
Bei sogenannten Non-ranking-Turnieren, also zumeist Turnieren mit einem nicht stark begrenzten Teilnehmerfeld und dennoch ohne Einfluss auf die Weltrangliste, stand Doherty neun Mal im Endspiel und konnte dabei sieben Mal gewinnen.
| Ergebnis | Jahr | Turnier                                | Gegner im Finale | Endstand |
| -------- | ---- | -------------------------------------- | ---------------- | -------- |
| Sieger   | 1991 | Benson & Hedges Satellite Championship | Darren Morgan    | 9:3      |
| Sieger   | 1993 | Irish Professional Championship        | Stephen Murphy   | 9:2      |
| Sieger   | 1993 | Pontins Professional                   | Darren Morgan    | 9:3      |
| Sieger   | 1994 | Pontins Professional                   | Nigel Bond       | 9:5      |
| Finalist | 1995 | Pontins Professional                   | Peter Ebdon      | 8:9      |
| Sieger   | 1996 | Pontins Professional                   | Nigel Bond       | 9:7      |
| Finalist | 2005 | Irish Professional Championship        | Joe Swail        | 7:9      |
| Sieger   | 2006 | Irish Professional Championship        | Michael Judge    | 9:4      |
| Sieger   | 2007 | Irish Professional Championship        | Fergal O’Brien   | 9:2      |

### Ligen
Bei Ligen, also hier Turnieren mit einer Gruppenphase und einem anschließenden K.-o.-System, zog Doherty drei Mal ins Finale ein und konnte zwei dieser Spiele für sich entscheiden.
| Ergebnis | Jahr | Turnier                | Gegner im Finale | Endstand |
| -------- | ---- | ---------------------- | ---------------- | -------- |
| Finalist | 1995 | European League        | Stephen Hendry   | 2:10     |
| Sieger   | 1996 | European League        | Steve Davis      | 10:5     |
| Sieger   | 1998 | Premier League Snooker | Jimmy White      | 10:2     |

### Teamwettbewerbe
Zusammen mit dem irischen Team erreichte Doherty bei zwei Teamwettbewerben das Endspiel, musste sich aber jeweils geschlagen geben. Ein weiteres Endspiel erreichte er bei der Euro-Asia Team Challenge 2007.
| Ergebnis | Jahr | Turnier                  | Teampartner                                   | Gegner im Finale                                | Endstand |
| -------- | ---- | ------------------------ | --------------------------------------------- | ----------------------------------------------- | -------- |
| Zweiter  | 1996 | World Cup                | Fergal O’Brien Stephen Murphy                 | Stephen Hendry John Higgins Alan McManus        | 7:10     |
| Zweiter  | 2001 | Nations Cup              | Fergal O’Brien Michael Judge                  | Stephen Hendry John Higgins Alan McManus        | 2:6      |
| Sieger   | 2007 | Euro-Asia Team Challenge | John Higgins Stephen Hendry Ronnie O’Sullivan | Marco Fu James Wattana Ding Junhui Supoj Saenla | 5:3      |

### Qualifikationswettbewerbe
Bei Qualifikationswettbewerben für den Erhalt des Profistatus erreichte Doherty ein Mal das Endspiel und konnte dieses auch gewinnen.
| Ergebnis | Jahr | Turnier                                 | Gegner im Finale | Endstand |
| -------- | ---- | --------------------------------------- | ---------------- | -------- |
| Sieger   | 1989 | WPBSA Pro Ticket Series 90/91 – Event 2 | Alan Trigg       | 5:3      |

### Six-Red-Snooker
Bei professionellen Turnieren im Format des Six-Red-Snookers erreichte Doherty in einem Fall das Finale, wobei er dieses für sich entscheiden konnte.
| Ergebnis | Jahr | Turnier                        | Gegner im Finale | Endstand |
| -------- | ---- | ------------------------------ | ---------------- | -------- |
| Sieger   | 2009 | Pro Challenge Series – Event 2 | Martin Gould     | 6:2      |

### Amateurturniere
Neben zahlreichen Profiturnieren erreichte Doherty auch auf Amateurebene das Finale von sechzehn größeren Turnieren. Zehn dieser Endspiele konnte der Ire für sich entscheiden.
| Ergebnis | Jahr | Turnier                                  | Gegner im Finale | Endstand |
| -------- | ---- | ---------------------------------------- | ---------------- | -------- |
| Finalist | 1985 | Irische Snooker-Meisterschaft            | Gay Burns        | 6:11     |
| Sieger   | 1987 | Irische Snooker-Meisterschaft            | Richard Nolan    | 8:7      |
| Sieger   | 1988 | Pontins Spring Open                      | Colin Morton     | 8:5      |
| Sieger   | 1989 | Irische Snooker-Meisterschaft            | Anthony O’Connor | 8:5      |
| Sieger   | 1989 | All-Ireland Amateur Championship         | Harry Morgan     | 5:2      |
| Finalist | 1989 | Pontins Spring Open                      | Peter Ebdon      | 4:7      |
| Sieger   | 1989 | IBSF U21-Snookerweltmeisterschaft        | Jason Ferguson   | 11:5     |
| Sieger   | 1989 | IBSF-Snookerweltmeisterschaft            | Jonathan Birch   | 11:2     |
| Sieger   | 1996 | Pontins Spring Open                      | Darren Morgan    | 7:3      |
| Sieger   | 1997 | Pontins Spring Open                      | Paul Bunyard     | 7:6      |
| Finalist | 2006 | Pontins Pro-Am – Event 1                 | Jamie Cope       | 2:4      |
| Sieger   | 2006 | Pontins Pro-Am – Grand Final             | Ricky Walden     | 4:2      |
| Finalist | 2007 | Paul Hunter Classic                      | Barry Pinches    | 0:4      |
| Finalist | 2008 | World Series of Snooker 2008/09 – Warsaw | Ding Junhui      | 4:6      |
| Finalist | 2009 | Pontins Pro-Am – Event 4                 | Michael White    | 4:5      |
| Finalist | 2009 | Pontins Pro-Am – Grand Final             | Stuart Bingham   | 1:5      |
| Finalist | 2020 | World Seniors Championship               | Jimmy White      | 4:5      |